# Stadion Milenium Donji Kraljevec
Speedway stadion Milenium – stadion żużlowy w Chorwacji w miejscowości Donji Kraljevec w pobliżu Goričan.
Leży na uboczu, w otoczeniu pól uprawnych i sadów.
Został wybudowany w 2005 roku, a jego powstanie sfinansował Zvonimir Pavlic, były mistrz żużlowy Jugosławii, a także ojciec Juricy Pavlica. Obiekt od początku przeznaczony jest wyłącznie do uprawiania żużla i należy do Pavlica.
Początkowo posiadał około 5 tysięcy miejsc siedzących, a w 2010 roku został powiększony do około 10 tysięcy poprzez wybudowanie trybun na obu łukach. Tor ma długość 305 metrów. Wewnątrz znajduje się dodatkowo mini tor dla młodych adeptów w wieku od 12 do 16 lat. Na łukach zamontowano także dmuchane bandy. Ponadto posiada także 300 miejsc VIP i 2000 miejsc parkingowych.
Obiekt posiada licencję Międzynarodowej Federacji Motocyklowej. W latach 2010, 2011 i 2012 gościł turnieje Grand Prix Chorwacji na żużlu, stając się 31. obiektem w historii, na którym rozegrano zawody Grand Prix IMŚ na żużlu. Na Stadionie Millenium odbyły się także między innymi zawody z cyklu indywidualnych mistrzostw Europy na żużlu w 2013 roku.
Stadion często wykorzystywany jest przez żużlowców do treningów w okresie przygotowawczym przed rozpoczęciem sezonu żużlowego. Jest najważniejszym stadionem żużlowym w Chorwacji.
Rekordzistą toru jest Fredrik Lindgren, który 29 sierpnia 2010 uzyskał na nim czas 58,34 sekundy.